# Тангыра
Тангыра́ — ударный музыкальный инструмент в виде подвесного ксилофона. Название происходит от созвучия «тан-гыр», напоминающего звучание инструмента.
Как правило, тангыра устанавливается в лесу между двумя деревьями (ель, пихта или сосна). Изготавливается из вертикально подвешенных на верёвках к горизонтально закреплённому на высоте 2 метров брусу еловых или берёзовых брёвнышек длиной 1500 мм и диаметром 100—250 мм. Звучание достигается ударами сухими палками по вертикально висящим брёвнышкам.
В древности у удмуртов тангыра служила для передачи звуковых сигналов на большие расстояния, позднее — для охраны огородных участков и музыкального сопровождения несложных мелодий и песен. Во время концертов музыканты добивались резонанса тангыры и ближайших деревьев, что создавало дополнительное впечатление.
Последняя игра на тангыре была зафиксирована в 1977 году.